# إيفان وليامز (مغني)
إيفان وليامز (بالإنجليزية: Evan Williams)‏ هو مغني ومغني أوبرا أمريكي، ولد في 7 سبتمبر 1867، وتوفي في 24 مايو 1918 بسبب إنتان.

## وصلات خارجية
- ايفان وليامز على موقع ميوزك برينز (الإنجليزية)
- ايفان وليامز على موقع ديسكوغز (الإنجليزية)